# Drikkepenge
Drikkepenge betød oprindeligt penge til at drikke for. Nu betyder det almindeligvis en pengegave til en person i en underordnet stilling som belønning eller godtgørelse for udvist tjeneste eller et arbejde, som ikke betales med aftalt løn eller som tillæg til det bestemte vederlag.
I Danmark har det siden 1969 været bestemt ved lov, at den pris, der oplyses til forbrugeren, skal være inklusiv service og at arbejdsgiveren skal betale de ansatte fast løn. Derfor er det ikke længere udbredt at give ekstra drikkepenge i Danmark. I visse andre lande, fx USA, udgør drikkepenge hovedparten af lønnen for mange ansatte i servicefag, da de, i modsætning til i Danmark, kun modtager en ganske lille betaling fra arbejdsgiveren. Derfor er det almindeligt at give drikkepenge til bl.a. tjenere, taxichauffører og frisører.
At give en gave til en embedsmand, fx en politibetjent, er derimod – uanset årsagen – ulovligt og betragtes som bestikkelse.

## Danmark
I 1969 blev de første danske overenskomster for tjenere indgået. Det var dog langt fra alle danske restauranter, der indgik overenskomst, og hotel-, restaurant- og turistbranchen (hørende under HORESTA) var i 2014 stadigvæk en af de brancher, der havde den absolut laveste dækningsgrad for overenskomster. 
Siden 1969 er Markedsføringsloven blevet ændret, således at virksomhederne ikke længere må lægge drikkepenge oven i den pris, der er oplyst til kunden. Virksomhederne skal i stedet oplyse de samlede priser for de enkelte varer eller ydelser. Derfor er der også mange danskere, der ikke giver drikkepenge, 
og det er ganske frivilligt, om man ønsker at give noget ekstra. 
Ingen lov forbyder drikkepenge eller ekstra drikkepenge i Danmark, men en overenskomst og to love ændrede vores traditioner for at give drikkepenge.
Modtageren af drikkepenge skal i Danmark selv opgive indkomsten til skattemyndighederne som ekstraindtjening (B-indkomst), hvis disse gives af kunden direkte til den ansatte.
Der er eksempler på restauranter, hvor der er regler om, at alle drikkepenge skal gives til en fælleskasse, hvor ejeren fordeler pengene til alle ansatte, også dem i køkkenet.[kilde mangler] Der er også eksempler på, at ejeren kræver, at de ansatte afleverer alle drikkepenge til ham eller hende.[kilde mangler] Der kan også være regler omkring drikkepenge betalt via dankort, da tjeneren jo ikke får disse drikkepenge direkte i hånden.[kilde mangler]